# Georges Mérignac
Georges Mérignac (né le 10 juillet 1921 à Poya en Nouvelle-Calédonie, et mort le 30 octobre 1992) est un joueur français de football qui évoluait au poste de défenseur.

## Biographie

### Jeunesse et résistance
Georges Mérignac, agriculteur né d'une mère mélanésienne, vit sa jeunesse à cheval entre sa ville natale de Poya et Nouméa, où il pratique notamment le tennis, la boxe, l'athlétisme ou encore le football.
Durant la Seconde guerre mondiale, il quitte son île natale de Nouvelle-Calédonie et rejoint la Résistance en septembre 1941. Au sein du bataillon du Pacifique, Mérignac, nommé caporal, participe en 1942 à la bataille de Bir-Hakeim en Libye. C'est durant cette campagne militaire qu'il fait la rencontre de René Gallice, milieu de terrain des Girondins de Bordeaux et héros de la résistance.

### Carrière en club
Sa carrière footballistique débute avec un des clubs de la capitale de l'île, la SS Indépendante Nouméa.
À la fin de la guerre, il débarque en Gironde pour rejoindre son ami Gallice aux Girondins de Bordeaux en 1946.
Arrière latéral rugueux et puissant, il remporte le premier titre de champion de France du club en 1949-50, année où il atteint également la finale de la Coupe Latine.
En 1952, il termine second du championnat ainsi que finaliste de la Coupe de France. À la suite d'un transfert avorté au Racing Club Franc-Comtois la même année, il rempile avec le club bordelais pour une dernière saison avant de prendre sa retraite en 1953, avec un total de 160 rencontres disputés pour un but inscrit.

### Carrière en sélection
En 1939, il est sélectionné avec l'équipe de Nouvelle-Calédonie.

## Palmarès
Girondins de Bordeaux
| - Championnat de France (1) : - Champion : 1949-50. - Vice-champion : 1951-52. - Coupe de France : - Finaliste : 1951-52. |  | - Championnat de France D2 : - Vice-champion : 1948-49. - Coupe Latine : - Finaliste : 1950. |